# Rosa de Areia
Rosa de Areia é um filme experimental etnográfico português de 1989, realizado e escrito por Margarida Cordeiro e António Reis. A longa-metragem é a última obra da dupla de cineastas, concluída cerca de dois anos antes da morte de Reis. A obra é interpretada por um ensemble cast de atores não-profissionais habitantes dos concelhos de Vimioso e Mogadouro, que conta também com a participação de artistas como Constança Capdville e Pedro Tamen, dando corpo a personagens de sonho explorando ritmos, visões e palavras cujo objetivo é retratar a condição humana.
A produção foi selecionada para a edição de 1989 do Festival Internacional de Cinema de Berlim, onde estreou a 18 de fevereiro. Em Portugal, Rosa de Areia foi apresentado na Cinemateca Portuguesa a 10 de outubro do mesmo ano. Tendo integrado outros festivais internacionais de cinema, o filme nunca viria a ser distribuído comercialmente.

## Sinopse
Uma seara ondula ao vento. Entre ela, uma rapariga cega avança tacteando as espigas. A jovem contorna uma rocha em forma de cabeça de serpente, desaparecendo atrás dela.
No topo de uma outra rocha, assumem-se figuras de Parcas: A rapariga cega, uma personagem sem sexo, uma rapariga de vestido cor-de-rosa com um manto negro, e outra de branco. Juntam-se a elas mais duas: uma rapariga de amarelo e outra de negro. Intitulam-se "Estrangeiras". Promovem uma peregrinação abstrata pelo norte de Portugal, como lugar mítico, entre visões medievais e do futuro.
Uma mulher arrasta-se pelo chão, tentando cumprir uma promessa, enquanto o seu corpo sangra ferido ao longo do percurso em redor da igreja. A mulher desfalece, deixando entreabrir uma mão de onde caem moedas. As Estrangeiras comentam a cena.
Um grupo de crianças saltita num bosque, escondem-se quando outra aparece, para depois todas reaparecerem em surpresa entre o chilrear dos pássaros. Correm numa pedreira, trepando entre rochedos agrestes. Quando chegam ao topo, o vento é tão forte que as poderia arrastar. Junto a um esqueleto em posição fetal, as Parcas falam acerca de batalhas. Uma mulher num campo verdejante toca com um tubo de vento um som de batalha. Mais tarde, toca um timbalão, entre uma floresta de troncos musgosos, um ritmo de chamamento dos milhares que morreram vítimas de conflitos armados.
Pessoas reúnem-se em círculo quando se dá início à leitura pública de uma sentença. Ouve-se que o réu, um porco, foi apanhado em flagrante, enquanto devorava uma criança. No julgamento, decreta-se que o porco será condenado à pena capital. O seu dono é considerado inocente, mas deverá pagar as despesas do processo. Os carrascos lavam-se enquanto se ouvem as despesas de execução. De seguida, um pai ressuscitado dos mortos dá de beber a uma das Estrangeiras, sua filha, um vinho feito de sol, de poeiras e de chuva.
Um homem de fato e uma gravata entra numa casa para espancar até à morte uma mulher que limpava o chão marmóreo. A violência atrai a violência, pelo que homens pegam fogo ao corpo de famintos, que correm desesperados. A Estrangeira cega inicia um conto zen: A história de um homem perseguido por um tigre que caiu num poço onde outro tigre o esperava.
A Parca andrógina arrasta-se apoiada a uma parede, até cair no chão. Dela se aproxima uma outra das estrangeiras que lhe molha o rosto e os pulsos. A figura andrógina torna a tentar arrastar-se, mas desfalece no chão. Vários corpos deixam-se cair e arrastam-se até um lago de sangue.

## Elenco
Rosa de Areia conta com um ensemble cast de atores não-profissionais, habitantes dos concelhos de Vimioso e Mogadouro e alunas da Escola Superior de Dança do Conservatório Nacional.
- Alberto Mendes;
- Alcino da Costa;
- António Reis;
- Artur Semedo;
- Carlos Alberto Gomes;
- Francisco Nascimento;
- Frederico Robalo;
- Ilda Pais;
- Luís Silva;
- Rodolfo Silva;
- Roxana.

Como Estrangeiras:
- Ana Umbelina;[7]
- Balbina Ferro;
- Cristina de Jesus;
- Lia Nascimento;
- Maria Olinda.

###### Participação especial
- Ana Maria Martins Guerra;
- António Manuel Baptista;
- Arnaldo Saraiva;
- Arquimedes Silva Santos;
- Constança Capdville;
- Fernando Lopes;
- Pedro Tamen.

## Equipa técnica
- Realização e argumento: Margarida Cordeiro e António Reis[8]
- Direção de fotografia: Acácio de Almeida[9]
- Efeitos: Manolo Gómez, A. Bueno Budia e José Vian
- Direção de som: Jean-Paul Mugel
- Sonoplastia/Mistura: Denis Séchaud
- Música: César Franck
- Montagem: Margarida Cordeiro e António Reis
- Assistente de montagem: Manuel Mozos
- Decoração e figurinos: Margarida Cordeiro e António Reis
- Aderecista: José Vian
- Pintura: Jean Vertier e Maria Jardim
- Produção executiva: Acácio de Almeida e José Mazeda
- Assistentes de produção: Carlos Teresinho e João Pedro Bénard da Costa

## Produção

### Desenvolvimento
O argumento de Rosa de Areia revelou um teor mais ficcional e uma maior utilização de textos do que nos filmes anteriores da dupla. Neste, são integrados excertos de Atharvaveda, Carl Sagan, Fraz Kafka, Michel de Montaigne, Rainer Maria Rilke, Saint-John Perse, para além de um conto zen, um texto jurídico medieval (de Castelo Branco, datado de março de 1428) e textos da autoria da co-autora Margarida Cordeiro. Avançando para um experimentalismo abstrato e contribuindo para um ambiente intemporal do filme, os autores pretendiam desenvolver "um filme para quem ainda consegue ver e ouvir como se fosse a primeira vez; como se fosse o primeiro filme a surgir da terra e falar sobre isso" (M. Cordeiro).
Para esta longa-metragem, Cordeiro e Reis realizaram inúmeras viagens de repérage pela região de Trás-os-Montes, para escolher os locais de rodagem. O argumento foi sendo adaptado consoante os locais selecionados.
A obra foi produzida por Acácio de Almeida e José Mazeda, ao abrigo do acordo entre a Secretaria de Estado da Cultura e a Radiotelevisão Portuguesa a partir de um patrocínio da Fundação Calouste Gulbenkian.

### Casting
Os autores recusavam, por princípio, trabalhar com atores. Os interpretes que integraram a equipa artística de Rosa de Areia eram amigos do casal e habitantes dos concelhos de Vimioso e Mogadouro. Foram selecionados, nas palavras de Margarida Cordeiro "pelo modo de ser, o modo de andar, de falar, o modo de gesticular. Importantíssimo, o modo de gesticular, falar muito com elas e ver o que eram capazes (…) Por exemplo, se a pessoa é calma, não lhe íamos pedir para gritar, etc. Aproveitar em bruto o que as pessoas são. (...) Nenhuma delas está a fazer teatro."
Balbina Ferro, que interpreta a Parca cega, foi convidada para o filme após os autores contactarem uma associação de apoio à comunidade invisual. Outros artistas e técnicos que integraram o elenco, como Artur Semedo e o Dr. Arquimedes Silva Santos, eram ora colaboradores frequentes ora vizinhos e amigos de Cordeiro e Reis.

### Rodagem
Rosa de Areia foi filmado durante os meses de março e abril de 1988. A participação como ator do cineasta Fernando Lopes na rodagem ter-se-á prolongado durante uma semana. A maior parte das cenas foram rodadas em locais do Mogadouro e de Vivioso, embora planos exteriores tenham sido também filmados em Lisboa e Mafra e na província argelina de Tamanghasset. Os autores tinham uma intervenção muito intensa na própria paisagem, chegando a fabricar artificialmente um lago e escavado buracos em rochas para colocar rosas.

## Temas e estilo
Rosa de Areia é um filme que parte de uma base do cinema de etnoficção, evoluindo para uma maior experimentação do género. António Reis descreveu a obra como "um filme de matérias. Matérias em permanente devir: o vento natural torna-se vento de tuba; o vestido das atrizes contracena com as nuvens; a tridimensionalidade cai aos pés da bidimensionalidade; o plano-sequência é emparedado pelo fixo; a música é o silêncio e; a cor modulada, a luz mais pura passa, a flutuante e difusa". Cinéfilos denotam que o rigor estético do casal, mais maturado nesta obra, contribui para que a mesma se transforme numa experiência dos sentidos. As próprias imagens foram comparadas a composições magrittianas ou de Monet, mais do que tendo génese no trabalho de quaisquer outros cineastas. Neste aspeto, Rosa de Areia apresenta uma conceção plástica reminiscente de Jaime. Ainda assim, nesta obra exploram-se vários percursos que não estavam presentes nos filmes anteriores dos autores, e que teriam continuação na adaptação de Pedro Páramo, projeto daquela que seria a sua quarta longa-metragem, cancelada após inúmeros constrangimentos decorrentes do falecimento de António Reis. Num texto de Luís Miguel Oliveira para a Cinemateca Portuguesa chega a ler-se que "Rosa de Areia é assim uma espécie de 'filme incompleto', como um esboço, capaz de gerar uma descendência".
Críticos de cinema denotaram alguma continuidade com Ana, cujo argumento inclui a exclamação "Flashbacks de 5.000 anos!". Rosa de Areia parece explorar esta expressão, através de amplos saltos espaciais, temporais e simbólicos. Neste filme, o tempo surge rigorosamente indefinido, podendo ser Idade Média, o século XVI, ou até o tempo futuro. No final, uma das personagens até afirma "Eu sou contemporâneo de tudo!".

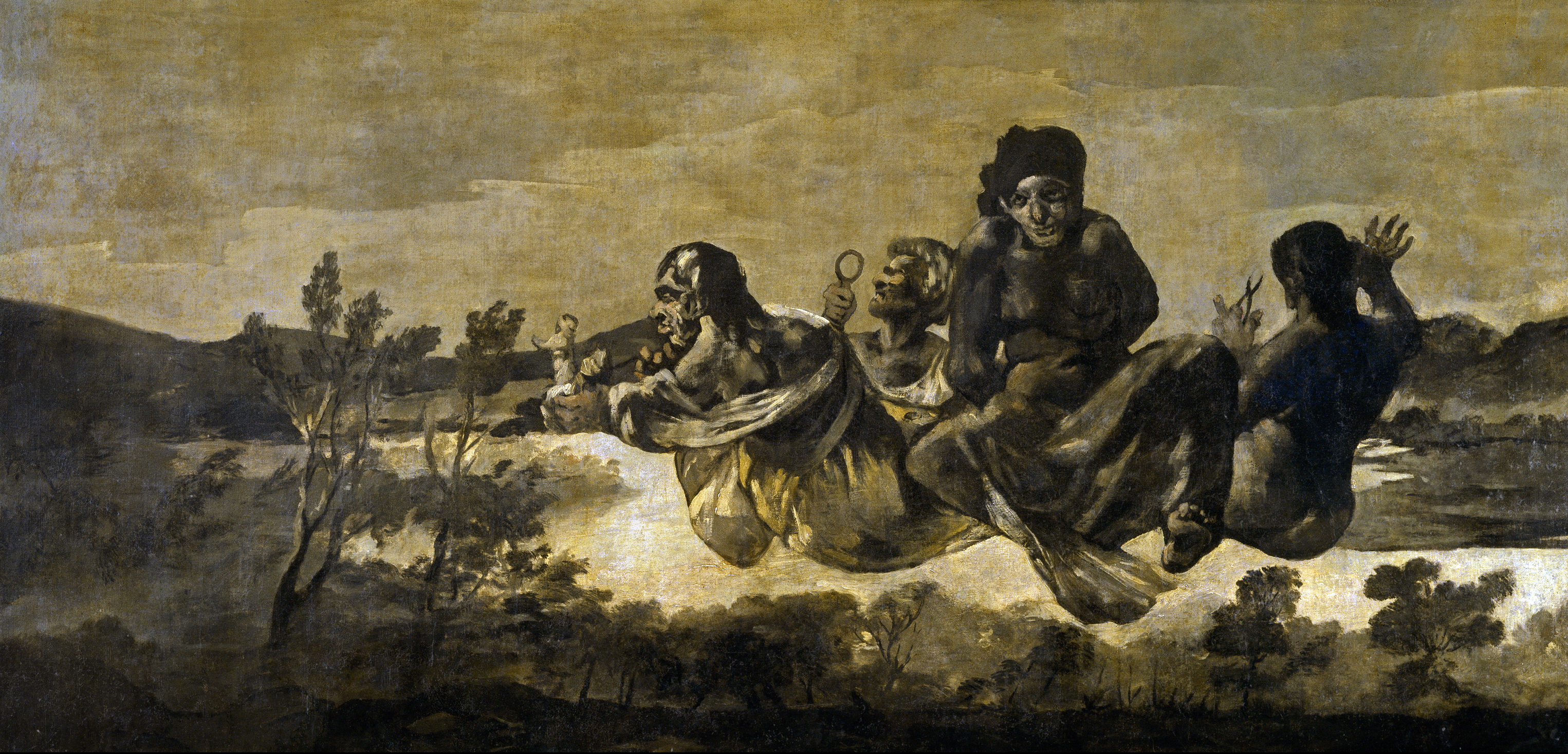
Atropos o Las Parcas, de Francisco Goya, referente ao mito romano que é também reinterpretado em Rosa de Areia.

Bénard da Costa defende que Rosa de Areia se pode considerar um "poema cinematográfico", uma vez que não há uma linha narrativa ou cronológica a unir os planos metafóricos do filme, mas antes uma relação poética e espiritual. Nem as figuras das Parcas "Estrangeiras" servem de guia do filme, uma vez que são os autores que o geram a partir de partes de si e fazem uma montagem orgânica das imagens.
Um dos episódios mais marcantes da obra é o da sentença do porco. A monstruosidade da cena atinge o seu auge quando o juiz afirma que, em cumprimento do preceito legal e teológico (referindo-se a uma passagem do Êxodo), o animal ficaria condenado a permanecer pendurado e "aí ficará longo tempo, até apodrecer, para memória da enormidade do seu crime e para incitar à reflexão os outros que poderiam querer imitá-lo". O realismo da sequência choca com o absurdo de uma justiça que aplica a um animal os mesmos fundamentos que utiliza com humanos.

## Distribuição

### Lançamento
Rosa de Areia foi projetado na 39.ª edição do Festival Internacional de Cinema de Berlim, onde estreou numa exibição na secção Forum, fora do concurso, a 18 de fevereiro de 1989. Em Portugal, foi ante-estreado a 10 de outubro de 1989, na Cinemateca Portuguesa (Lisboa). As características radicais da obra terão inviabilizado a possibilidade de uma distribuição comercial no país. Assim, o filme teve apenas um lançamento em televisão, onde foi exibido a 30 de janeiro de 1992, na RTP2, no horário das 23h10m.

### Festivais
Apesar dos inúmeros constrangimentos de lançamento, Rosa de Areia foi selecionado para vários festivais europeus, para além do Festival de Berlim onde estreou. Foi também, já no século XXI, integrado no âmbito de sessões de retrospetiva da obra de Margarida Cordeiro e António Reis. De entre estes eventos, destacam-se os seguintes:	
- Xociviga '89: Xornadas de Cine e Vídeo en Galicia (Espanha, 30 de julho de 1989).[24]

- Festival Internacional de Cinema de Locarno (Suíça, 1989).[25]
- Festival Internacional de Cinema da Flandres-Gante (Bélgica, 1990).[26]
- Festival Internacional de Cinema de Toronto (Canadá, 1990).

- Festival Internacional de Cinema Independente de Buenos Aires (Argentina, 29 de abril de 2017).

- Seville European Film Festival (Espanha, 2018).[27]
- Porto/Post/Doc: 5º Film & Media Festival (Portugal, 1 de dezembro de 2018).[1]

## Receção

### Crítica
Aquando a sua apresentação internacional, Rosa de Areia foi bem recebido. O diretor da secção Forum da Berlinale, Ulrich Gregor, escreveu que Rosa de Areia é "um ensaio fílmico não usual, radical na linguagem e ideias, representativo do cinema meditação e da extrema estilização". Para além dos autores, a cinematografia foi bastante elogiada. Nesse sentido, José Coutinho e Castro (Jornal La Región–Ourense) destaca os "planos magistralmente fotografados por Acácio de Almeida, um dos nomes fundamentais do cinema português actual, acolhe no seu seio, ora rochoso ora florido, mas sempre grandioso, os figurantes humanos que, na mais íntima comunhão com os elementos, se erguem quase estáticos, para nos dizerem da fragilidade, do passageiro, do absurdo de todas as coisas".
Após a sua apresentação na Cinemateca, o filme foi calorosamente recebido pela crítica especializada portuguesa. João Bénard da Costa escreve uma crónica onde comenta que chamar ao filme o somatório de 97 planos "não me ajuda, nem ajuda a entender a prodigiosa construção do filme. (...) Rosa de Areia é uma figura perfeita, carregando o simbolismo mágico de todas as formas perfeitas. Augusto M. Seabra, no Expresso, considera-o "um filme magistral, composto de planos admiráveis, com sistemática e rigorosa utilização do plano-sequência". Vários cinéfilos denotaram, no entanto, que o experimentalismo da obra a torna de difícil acesso para o público. Regina Guimarães (A Grande Ilusão) escreve sobre isso mesmo, mas também considera que "o espectador será tocado, como eu, por uma asa de memória, e sentirá que ouviu, no silêncio e no escuro, qualquer coisa como uma reminiscência de conversa entre um pai e uma mãe. Nesse aspecto, não sei bem se periférico, Rosa de Areia é um filme perfeito".

### Legado
Em conjunto com a restante filmografia de António Reis e Margarida Cordeiro, Rosa de Areia revelou-se uma obra radical e decisiva para a identidade do cinema contemporâneo português, encontrando seguidores em Pedro Costa, João Cesar Monteiro e João Pedro Rodrigues. Em 2012, o filme foi incluído no programa académico Escola de Reis do Departamento de cinema de Harvard.